# Wolfgang Ludwig
Wolfgang Ludwig (Colonia, 27 de marzo de 1923 - Marburgo, 11 de octubre de 2013) fue un botánico alemán, que desarrolló actividades académicas en el "Instituto de Botánica General", "Departamento de Microbiología" en la Universidad Técnica de Múnich.

## Algunas publicaciones
- Meisinger, daniela b.; Zimmermann, johannes; Ludwig, wolfgang1; Schleifer, karl-heinz; Wanner, gerhard; Schmid, michael; Bennett, philip c.; Engel, annette s.; Lee, natuschka m. 2007. In situ detection of novel Acidobacteria in microbial mats from a chemolithoautotrophically based cave ecosystem (Lower Kane Cave, WY, USA). Environmental Microbiology 9 ( 6): 1523-1534 (12)

- La abreviatura «W.Ludw.» se emplea para indicar a Wolfgang Ludwig como autoridad en la descripción y clasificación científica de los vegetales.[2]